# Temporada 1967-68 de los Detroit Pistons
La temporada 1967-68 fue la vigésima de los Pistons en la NBA, y la undécima en su localización de Detroit, Míchigan. La temporada regular acabaron con 40 victorias y 42 derrotas, ocupando la cuarta posición de la División Este, clasificándose para los playoffs, en los que cayeron 2-4 ante Boston Celtics. Tras haber jugado hasta ahora en la División Oeste, después de la remodelación por la llegada de nuevos equipos a la liga, paró a hacerlo en la División Este.

## Elecciones en elDraft
| Ronda | Puesto | Jugador       | Posición  | Nacionalidad   | Universidad     |
| ----- | ------ | ------------- | --------- | -------------- | --------------- |
| 1     | 1      | Jimmy Walker  | Escolta   | Estados Unidos | Providence      |
| 1     | 4      | Sonny Dove    | Ala-Pívot | Estados Unidos | St. John's      |
| 3     | 21     | Darrell Hardy | Alero     | Estados Unidos | Baylor          |
| 4     | 33     | Ronald Franz  | Alero     | Estados Unidos | Kansas          |
| 5     | 45     | Paul Long     | Escolta   | Estados Unidos | Wake Forest     |
| 8     | 81     | George Carter | Alero     | Estados Unidos | St. Bonaventure |

## Temporada regular
| División Este        | División Este | División Este | División Este | División Este | División Este | División Este | División Este | División Este |
| Equipo               | G             | P             | %             | PD            | Casa          | Fuera         | Neutral       | Div           |
| -------------------- | ------------- | ------------- | ------------- | ------------- | ------------- | ------------- | ------------- | ------------- |
| x-Philadelphia 76ers | 62            | 20            | .756          | –             | 27–8          | 26–12         | 9–0           | 29–11         |
| x-Boston Celtics     | 54            | 28            | .659          | 8             | 28–9          | 21–16         | 5–3           | 24–16         |
| x-New York Knicks    | 43            | 39            | .524          | 19            | 20–17         | 21–16         | 2–6           | 19–21         |
| x-Detroit Pistons    | 40            | 42            | .488          | 22            | 21–11         | 12–23         | 7–8           | 15–25         |
| Cincinnati Royals    | 39            | 43            | .476          | 23            | 18–12         | 13–23         | 8–8           | 18–22         |
| Baltimore Bullets    | 36            | 46            | .439          | 26            | 17–19         | 12–23         | 7–4           | 15–25         |

## Playoffs

### Semifinales de División
Boston Celtics vs. Detroit Pistons 
| Fecha       | Partido                                 | Ciudad  |
| ----------- | --------------------------------------- | ------- |
| 24 de marzo | Boston Celtics 123, Detroit Pistons 116 | Boston  |
| 25 de marzo | Detroit Pistons 126, Boston Celtics 116 | Detroit |
| 27 de marzo | Boston Celtics 98, Detroit Pistons 109  | Boston  |
| 28 de marzo | Detroit Pistons 110, Boston Celtics 135 | Detroit |
| 31 de marzo | Boston Celtics 110, Detroit Pistons 96  | Boston  |
| 1 de abril  | Detroit Pistons 103, Boston Celtics 111 | Detroit |
|             | Boston Celtics gana las series 4-2      |         |

## Estadísticas
| Rk | Jugador          | Edad | P  | PT | MP   | TC   | TCI  | %TC  | TL  | TLI | %TL   | RB   | AS  | FP  | PTS  |
| 1  | Dave Bing        | 24   | 79 |    | 40.6 | 10.6 | 24.0 | .441 | 6.0 | 8.5 | .707  | 4.7  | 6.4 | 3.2 | 27.1 |
| 2  | Dave DeBusschere | 27   | 80 |    | 39.1 | 7.2  | 16.2 | .442 | 3.6 | 5.4 | .664  | 13.5 | 2.3 | 3.8 | 17.9 |
| 3  | Happy Hairston   | 25   | 26 |    | 34.3 | 6.3  | 13.7 | .459 | 6.2 | 8.7 | .717  | 10.1 | 1.4 | 2.8 | 18.8 |
| 4  | John Tresvant    | 28   | 55 |    | 30.4 | 5.0  | 10.9 | .461 | 3.3 | 5.1 | .658  | 9.8  | 2.1 | 4.3 | 13.3 |
| 5  | Eddie Miles      | 27   | 76 |    | 30.3 | 7.4  | 15.5 | .475 | 3.7 | 4.9 | .764  | 3.5  | 2.8 | 2.6 | 18.5 |
| 6  | Joe Strawder     | 27   | 73 |    | 27.8 | 2.8  | 6.2  | .452 | 1.9 | 2.9 | .647  | 9.4  | 1.2 | 4.3 | 7.5  |
| 7  | Terry Dischinger | 27   | 78 |    | 24.8 | 5.1  | 10.2 | .494 | 3.0 | 4.0 | .762  | 6.2  | 1.5 | 3.2 | 13.1 |
| 8  | Jimmy Walker     | 23   | 81 |    | 19.6 | 3.6  | 9.0  | .394 | 1.7 | 2.2 | .766  | 1.7  | 2.8 | 2.5 | 8.8  |
| 9  | Len Chappell     | 27   | 57 |    | 17.5 | 3.9  | 7.5  | .514 | 2.3 | 3.2 | .707  | 6.1  | 0.8 | 2.0 | 10.0 |
| 10 | Tom Van Arsdale  | 24   | 50 |    | 16.6 | 2.3  | 6.1  | .371 | 2.0 | 2.7 | .743  | 2.6  | 1.6 | 2.4 | 6.6  |
| 11 | Jim Fox          | 24   | 24 |    | 15.8 | 1.4  | 3.4  | .415 | 1.3 | 2.2 | .577  | 5.6  | 0.7 | 2.1 | 4.1  |
| 12 | George Patterson | 28   | 59 |    | 9.5  | 0.7  | 2.3  | .331 | 0.5 | 0.6 | .842  | 2.7  | 0.9 | 1.4 | 2.0  |
| 13 | Sonny Dove       | 22   | 28 |    | 5.8  | 0.8  | 2.7  | .293 | 0.4 | 0.9 | .462  | 1.9  | 0.4 | 1.0 | 2.0  |
| 14 | Paul Long        | 23   | 16 |    | 5.8  | 1.4  | 3.2  | .451 | 0.7 | 0.9 | .733  | 0.9  | 0.8 | 0.8 | 3.6  |
| 15 | George Carter    | 24   | 1  |    | 5.0  | 1.0  | 2.0  | .500 | 1.0 | 1.0 | 1.000 | 0.0  | 1.0 | 0.0 | 3.0  |

## Galardones y récords
| Jugador          | Galardón                          |
| Dave Bing        | Mejor quinteto de la NBA All-Star |
| Dave DeBusschere | All-Star                          |